# تپه تیغستون ۶
تپه تیغستون ۶ مربوط به دوره اشکانیان است و در شهرستان ازنا، بخش جاپلق، دهستان جاپلق شرقی، ۱۶ کیلومتری شمال شرقی روستای مرزیان واقع شده و این اثر در تاریخ ۲۲ آبان ۱۳۸۶ با شمارهٔ ثبت ۲۰۰۷۳ به‌عنوان یکی از آثار ملی ایران به ثبت رسیده است.